# Leopold Maximilian von Firmian
Leopold Maimilian hrabě von Firmian (někdy také Leopold Max hrabě von Firmian, 10. října 1766 Trident - 12. listopadu 1831 Vídeň) byl rakouský římskokatolický duchovní. Od roku 1797 byl světícím biskupem diecéze pasovské a titulárním biskupem Tiberias. Během let 1800 a 1816 sloužil jako biskup v diecézi lavantské, roku 1816 byl jmenován arcibiskupem salcburským, ale o dva roky později byl potvrzen jen jako administrátor této arcidiecéze. Od roku 1822 až do své smrti byl pak knížecím arcibiskupem vídeňským.

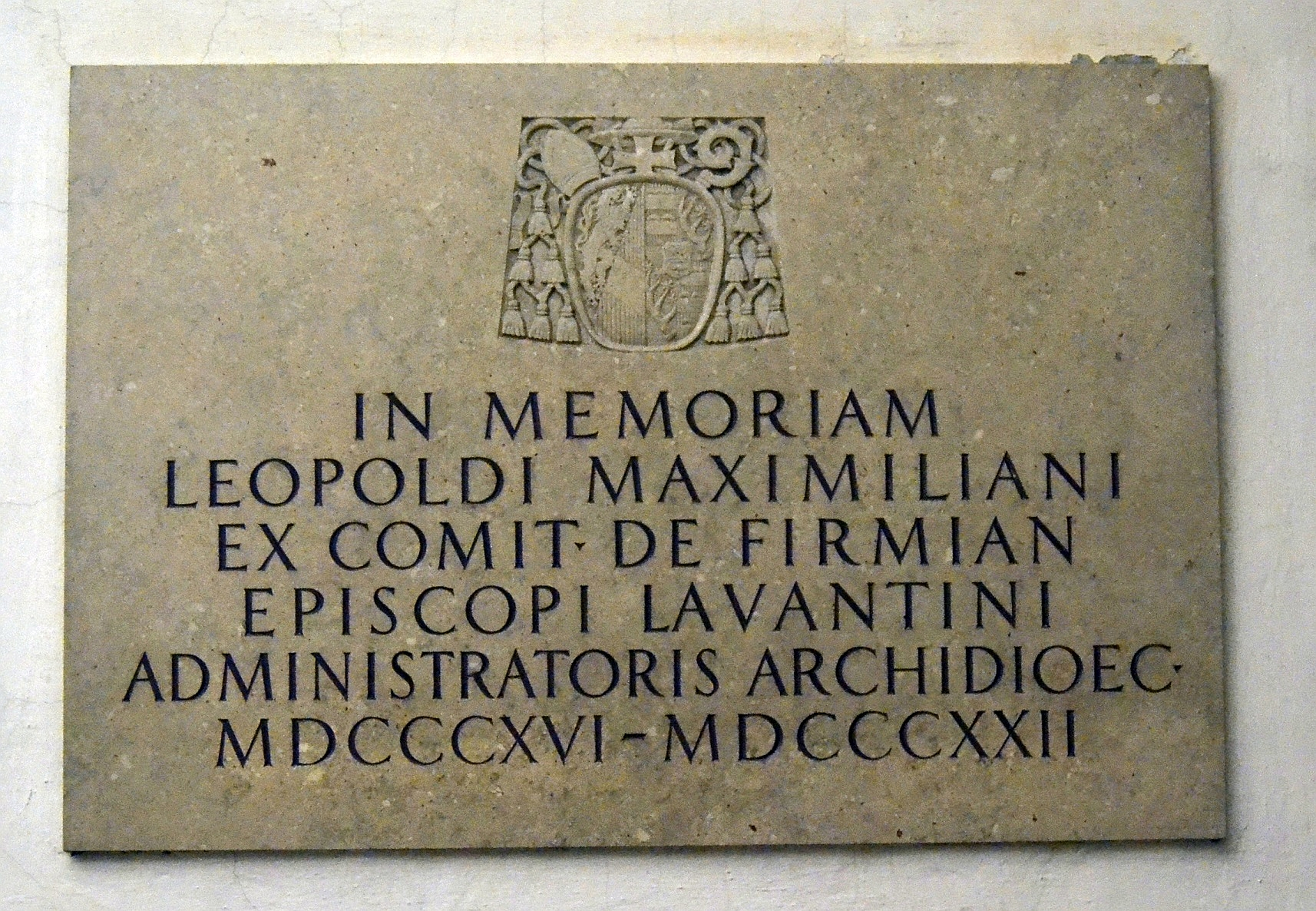
Pamětní deska v salcburské katedrále

## Život
Pocházel původně z tyrolského šlechtického roku Firmianů. Na kněze byl vysvěcen 23. září 1792 v Solnohradě.
Dne 24. června 1797 byl jmenován světícím biskupem diecéze pasovské a titulárním biskupem izraelského města Tiberias. Biskupské svěcení podstoupil 5. listopadu 1797 a jeho světitelem se stal biskup pasovský Leopold Leonhard von Thun.
Roku 1800 byl jmenován biskupem diecéze lavantské a roku 1816 arcibiskupem solnohradským, kvůli nejasným politickým okolnostem byl roku 1818 potvrzen pouze jako administrátor arcidiecéze solnohradské. Dne 18. ledna 1822 jej císař František I. jmenoval knížecím arcibiskupem Vídně. Papežské potvrzení se uskutečnilo 19. dubna téhož roku.
Podporoval také chrámový zpěv.
Zemřel 12. listopadu 1831 ve Vídni.
Je po něm pojmenována ulice (Firmiangasse) v Hietzingu.